# The Wikipedia Revolution
The Wikipedia Revolution: How A Bunch of Nobodies Created The World's Greatest Encyclopedia (em Português A Revolução Wikipedia: Como Um Grupo de Desconhecidos Criaram A Maior Enciclopédia do Mundo) é um livro sobre a história da Wikipédia feito pelo pesquisador e escritor Andrew Lih.
O livro abrange o período da fundação da Wikipedia no início de 2000 até início de 2008, uma pequena biografia de Jimmy Wales, Larry Sanger e Ward Cunningham, e também um breve relato dos acontecimentos infames da história da Wikipédia, como a controvérsia Essjay.
Lih descreve a importância de influências no início da Wikipedia, incluindo a Usenet, Hypercard, Slashdot e MeatballWiki. Ele também explora as diferenças culturais encontradas nos textos de outras Wikipédia como Wikipédia em alemão, a Wikipédia em chinês, e a Wikipédia em japonês.
O prefácio feito por Jimmy Wales, e um posfácio parcialmente criada por voluntários através de um wiki on-line detalhando os problemas e oportunidades do futuro da Wikipédia.

## Publicação
- Andrew Lih. The Wikipedia Revolution: How A Bunch of Nobodies Created The World's Greatest Encyclopedia. Hyperion, 17 de Março de 2009. ISBN 978-1401303716
- Andrew Lih. The Wikipedia Revolution: How A Bunch of Nobodies Created The World's Greatest Encyclopedia. Aurum Press, 19 de Março de 2009. ISBN 978-1845134730